# Crying
Crying je v pořadí třetí studiové album Roye Orbisona, druhé, které vydal u společnosti Monument Records. Titulní píseň alba Crying z roku 1961 obdržela v roce 2002 cenu Grammy v kategorii Grammy Hall of Fame. V roce 2004 se umístila v žebříčku 500 nejlepších písní všech dob časopisu Rolling Stone na 69. místě.

## Seznam skladeb

### První strana
1. „Crying“ (Roy Orbison & Joe Melson)
2. „The Great Pretender“ (Buck Ram)
3. „Love Hurts“ (Boudleaux Bryant)
4. „She Wears My Ring“ (Felice & Boudleaux Bryant)
5. „Wedding Day“ (Roy Orbison & Joe Melson)
6. „Summersong“ (Roy Orbison & Joe Melson)

### Druhá strana
1. „Dance“ (Roy Orbison & Joe Melson)
2. „Lana“ (Roy Orbison & Joe Melson)
3. „Loneliness“ (Roy Orbison & Joe Melson)
4. „Let's Make a Memory“ (Roy Orbison & Joe Melson)
5. „Nitelife“ (Roy Orbison & Joe Melson)
6. „Running Scared“ (Roy Orbison & Joe Melson)